# رضبة أغافية
رَضَبَة أغافية أو إشفيرية أغافية (الاسم العلمي:Echeveria agavoides) هي نوع من النباتات يتبع جنس الإشفيرية من الفصيلة المخلدية.